# Georg Klein
Georg Klein, född 28 juli 1925 i Budapest i Ungern, död 10 december 2016 på Lidingö i Stockholms län, var en svensk läkare, cancerforskare och författare.
Georg Klein var professor i tumörbiologi vid Karolinska institutet 1957–92. Han kom som flykting till Sverige från Ungern 1947 och blev tidigt en betydande cancerforskare. Han var gift med Eva Klein.

## Biografi
Georg Klein föddes i en judisk familj i Budapest, men undkom nazisternas och pilkorsarnas förföljelser då han lyckades rymma från ett nazistiskt deportationståg. Efter krigsslutet studerade Klein medicin i Szeged och Budapest, och träffade då sin blivande hustru Eva Klein. Hösten 1947 lämnade Klein Ungern för Sverige, där han fullföljde sina studier, efter att ha upplevt hur grannar och klasskamrater såg åt ett annat håll när judeförföljelserna tilltog under förintelsen. I Sverige fick han plats i en forskargrupp på Karolinska institutet, och efter en kort period emigrerade även Eva till Sverige där hon anslöt sig till samma forskargrupp. Han var bland annat engagerad för Israels sak och den sionistiska frågan.
År 1957 fick Georg Klein en personlig professur i tumörbiologi vid Karolinska institutet. Han var pionjär inom cancerimmunologi och gjorde undersökningar av hur arvsmassan i normala celler kan undertrycka cancercellers elakartade beteende. Han gjorde också omfattande studier av Epstein–Barr-virus och dess roll vid Burkitt-lymfom. Georg Klein fortsatte att arbeta inom tumörbiologi och genetik till sin död.

## Författarskap
Förutom vetenskapliga arbeten skrev Klein självbiografiska skrifter samt behandlade grundläggande idéer och betydande personer inom vetenskap, filosofi och litteratur. Klein publicerade också brevväxlingar med Per Ahlmark och Lars Gyllensten.
Meteorer. Tre lysande särlingar är tillägnad Stig Claesson, vilken var den förste svensk som Klein träffade. De möttes på tågfärjan från Gdynia till Trelleborg i augusti 1947 och presenterade sig för varandra, men hade sedan ingen kontakt.
I Pietà gör han en intressant analys av den pessimistiska filosofen Arthur Schopenhauers idé om en blind livsvilja och Richard Dawkins teori om den själviska genen.
Georg Klein hittade tidigt en väg till både litteraturen och musiken, något som han återkommer till i sina böcker.
Han var en stridbar ateist och prisbelönades av den ateistiska organisationen Humanisterna. Han intresserade sig för kreativitet och så kallad flow, och gav ut en antologi i ämnet. Han var själv känd som en arbetsnarkoman, som försökte göra något meningsfullt av livets alla minuter. Han dikterade brev och ansökningar när han stod i kö, och pluggade grammatik medan han rakade sig.
Georg Klein skrev tio böcker, varav en tillsammans med Lars Gyllensten (Hack i häl på Minerva, 1991) och en med Per Ahlmark (Motståndet, 1993).
År 2005 utkom också en samtalsbok, i vilken Eva Dickson, Egon Fenyö och Georg Klein samtalar via brev med varandra.
Georg Klein berättar i Utvägen om tre människor som kommit honom nära. En av dem strider på flera av andra världskrigets fronter och sjunker djupt ner i nazistiska och kommunistiska fängelser, men blir sedan framgångsrik affärsman i Väst. Den andre använder sin exceptionella vetenskapliga begåvning för att fly det konventionella livet och dess torftighet. Den tredje, Georg Kleins farbror, förlorar hela sin familj i Förintelsen men förmår leva vidare genom meningsfullt arbete för andra i sin hemby.
I Meteorer: tre lysande särlingar berättar Georg Klein om tre personer som gjort extraordinära insatser: musikern och kompositören Béla Bartók, genetikern Seymour Benzer och biologen Barbara McClintock, de båda sista verksamma på det genetiska forskningsfältet. De hade alla förmågan att koncentrera sig på en dominerande målsättning och att hålla fast vid sina idéer. De utvecklade alla en stark integritet som skyddade deras liv från otillbörliga intrång och hjälpte dem att motstå spott och spe. Och de kände alla en djup glädje i sitt arbete, en inifrån kommande belöning som vägde tyngre än alla tänkbara yttre utmärkelser.

### Medförfattare till
- Om kreativitet och flow / redaktör: Maj Ödman ; [sammanställning & kommentar: Georg Klein] ; förord av Georg Klein ; [översättningar: Gerd Mellvig-Ahlström]. – Stockholm : Bromberg, 1990. – 301 s. : ill. – (Brombergs faktaserie) – ISBN 91-7608-475-2, 2. uppl. – Stockholm : Bromberg, [2003]. 301 s. : ill. – Delvis övers. från engelska orig.-ms., ISBN 91-7608-952-5
- Motståndet : arton brev om död och liv / Per Ahlmark, Georg Klein. – Stockholm : Bonnier, 1991. – 261 s., ISBN 91-0-055206-2
- Hack i häl på Minerva : ett brevsamtal om vetenskap, dikt och moral mellan Lars Gyllensten och Georg Klein. – Stockholm : Bonnier, 1993. - 315 s. - ISBN 91-0-055561-4 Ny utg. – Stockholm : MånPocket, 1994. – 315 s., (MånPocket) - ISBN 91-7643-041-3
- Mannen utan öde / Imre Kertész ; översatt av Maria Ortman ; förord av Georg och Eva Klein. - Stockholm : Norstedt, 1998. – 206 s., ISBN 91-1-300323-2
- Motståndet – med mera : tjugo brev om död och liv / Per Ahlmark och Georg Klein. - [Ny, utök. utg.]. – Stockholm : Natur & Kultur, 2001. – 334 s. Tidigare utg. med titeln: Motståndet : arton brev om död och liv Possible relatives = Eventuella anhöriga / Tina Enghoff ; text Georg Klein ; [translation/översättning: Aisling O'Neill]. – 1. uppl. - Stockholm : Journal, 2004. - [100] s. : färgill. – Parallelltext på svenska och engelska., ISBN 91-974182-8-5 (inb.)
- Skapelsens fullkomlighet och livets tragik. – Stockholm : Bonnier, 2005., ISBN 91-0-010786-7
- Péters Europa : En korrespondens mellan vänner / Stockholm : Carlsson, 2005., ISBN 91-7203-712-1

### Medverkat i
- Judisk identitet / Joanna Bankier ... ; redaktör: Jackie Jakubowski. - Stockholm : Natur & Kultur, 1993. – 154 s., ISBN 91-27-02961-1
- Världen i Sverige : en internationell antologi / av Madeleine Grive och Mehmed Uzun. – Stockholm : En bok för alla, 1995. – 407 s. : ill. – (En bok för alla), ISBN 91-7448-830-9

## Om författaren
Endast sådana artiklar som handlar om G.K:s liv, person och författarskap. Artiklar med i första hand medicinsk forskningsanknytning utelämnas. 
- Bergendahl, Berit, Mästare på att ha roligt. // GP 1990-09-09
- Elghuvud, Katarina, Georg Klein, Ovanlig forskare på besök : möter hellre döden än Gud. // HD 1990-07-27
- Grive, Madeleine, Jag är varken jude eller ungrare utan forskare. // DN 1984-09-22
- Hillerdal, Gunnar, Porträtt av Georg Klein. // SP 1993-11-20
- Janson, Åke, Jag blir bara trött av det som är tråkigt : [intervju]. // Röster i radio-Tv. – (1989) : nr 52, s. 24-25, 27
- Johansson, Eva, Kulturpris till Georg Klein. // Judisk krönika. - Årg. 63 (1995) : nr 3, s. 46–47
- Jonasson, Ulf, Skrivandet är en förbjuden njutning : [intervju]. // UNT 1991-10-01
- Kellberg, Christina, Forskare som arbetar för att ha roligt. // DN 1995-01-07
- Neuman, Ricki, En forskare i livsflödet : G.K. bryr sig och varnar : [intervju]. // SvD 1995-05-08
- Nilén, Holger: Tumörceller är mina hjältar ... : [intervju]. // SvD 1984-09-23
- Nilsson, Jenny Maria,  Så skapas en medlöpare: recension. // SvD 2015-12-02
- Nordfeldt, Stig, "Varje ögonblick måste ha sitt innehåll" : [intervju]. // Månadsjournalen. - (1984) : nr 10, s. 67-76
- Ranninen, Tua, Offentligt samtal med G.K. : ondskan finns i oss alla : [intervju]. // Hbl 1995-11-04
- Sjö, Björn, Vilket fantastiskt liv. // Arbt 1985-02-24
- Uhlin, Torbjörn, "Alla diskuterar skatter och löner men ingen talar om livet och kärleken. // Arbt 1988-06-12
- Ulvenstam, Lars, "Ha det skönt, vad är det?" : [intervju]. // Vi. – (1990) : nr 1/2, s. 24–28, 56–57

## Priser och utmärkelser
- 1975 – Ledamot av Kungliga Vetenskapsakademien
- 1983 – Svenska Läkaresällskapets jubileumspris.[14]
- 1983 – Fernströmpriset
- 1987 – Immigrant-institutets förtjänstpris för sina insatser inom viktig medicinsk forskning
- 1990 – Det norska Lisl och Leo Eitingers pris
- 1994 – Hedersdoktor vid universitetet i Tel Aviv, Israel (Därtill är han hedersdoktor och gästprofessor vid andra universitet i USA och Ungern.)
- 1995 – Natur & Kulturs kulturpris
- 1999 – Årets folkbildare
- 2002 – Ingemar Hedenius-priset
- 2010 – Kungliga priset från Svenska Akademien
- 2016 – Gerard Bonniers essäpris

- Ledamot av den ungerska vetenskapsakademien